# Leonardo Rolón
Leonardo Gabriel Rolón (Rosario, 19 de enero de 1995) es un futbolista argentino que juega como extremo en el Trans Narva, de la Meistriliiga de Estonia. Fue internacional con la selección sub-20 de Argentina y representó a su país en la Copa Mundial del 2015.

## Biografía
Es hermano gemelo del futbolista Maxi Rolón, fallecido en un accidente de tráfico el 14 de mayo de 2022, junto con Ariel, otro hermano. 
Su hermano Alberto David Rolón también es futbolista, y juega en Atlético Carcarañá. También tuvo pasos por Atlanta.

## Trayectoria
Llegó a Vélez luego de un amistoso que jugó en la Villa Olímpica defendiendo los colores del Cefar frente a la categoría 95 del Fortín.

### Vélez Sarsfield

#### Temporada 2013/2014
Debutó el 13 de agosto de 2013 para Vélez Sarsfield en un encuentro correspondiente a la Copa Sudamericana que concluyó en la derrota de su club 1-0 contra Belgrano ingresando en el minuto 79. El 19 de agosto juega de titular completando los 90' del encuentro que su equipo iguala 1-1 con All Boys, partido correspondiente a la tercera fecha del Campeonato de Primera División. El 1 de septiembre frente a Boca Juniors juega de titular siendo reemplazado a los 46', su equipo caería derrotado por 2-1. El 13 de octubre ingresa a los 56 minutos del partido por la fecha 11 entre Vélez y Olimpo que terminaría en victoria 1-2 para los de Bahía Blanca. El 18 de febrero de 2014 ingresa como suplente en el minuto 69 en el partido correspondiente a la tercera fecha del Torneo Final 2014 donde su equipo ganaría 3-0 frente a All Boys. El 14 de marzo jugaría como titular frente a The Strongest por la Copa Libertadores 2014 en Bolivia; su equipo perdería 2-0. El 26 de abril de 2014 marcaría su primer gol en Primera División en el minuto 71 de la victoria 4-1 frente a Rosario Central por la fecha 16 del Torneo Final 2014 luego de un gran remate al segundo palo venciendo al arquero Mauricio Caranta. El 10 de mayo ingresó en el minuto 65 en la victoria de Vélez 2 a 0 frente a Colón. El 24 de julio de 2014 jugó su primer partido por Copa Argentina cayendo 2-0 frente a Estudiantes de Caseros por los Dieciseisavos de final; ingresó en el minuto 69.

#### Temporada 2014
El 11 de agosto de 2014 jugó de titular frente a Tigre por el Campeonato de Primera División 2014, su equipo ganó 1 a 0 con gol de Milton Caraglio. El 16 de agosto por la segunda fecha jugó de titular en la victoria de su equipo 2 a 1 frente a Arsenal. El 23 de agosto de 2014 marcaría un gol olímpico frente a Independiente en la victoria 4 a 0 en el minuto 81. El 28 de agosto jugó de titular en la victoria 1-0 frente a Lanús. El 31 de agosto jugó de titular en la derrota 3-1 frente a Boca Juniors siendo reemplazado en el minuto 59. El 6 de septiembre jugó de titular en el empate 0 a 0 frente a Newell's siendo reemplazado en el minuto 65. El 14 de septiembre jugó de titular en la derrota 1-0 frente a Belgrano siendo reemplazado en el minuto 70. El 20 de septiembre jugó de titular en el empate 0 a 0 frente a Atlético de Rafaela siendo reemplazado en el minuto 65. El 11 de octubre ingresó como suplente en el minuto 73 en la victoria 4-1 frente a Olimpo. El 19 de octubre jugó de titular en la victoria 2-0 frente a Racing siendo reemplazado en el minuto 46.

### Emelec
El 23 de julio del 2015 el Club Sport Emelec según detalla el portal en internet de los azules, diciendo: 
El Club Sport Emelec anuncia la incorporación a sus filas, del volante argentino Leonardo Rolón.
Rolón, de 20 años, proviene del Vélez Sarsfield y ha participado en algunas ocasiones en las selecciones juveniles de su país, logrando con la albiceleste el título del Sudamericano Sub-20 disputado en Uruguay.
El jugador llega con contrato de un año a préstamo con opción de compra.
Rolón llegará en los próximos días para integrarse a la plantilla dirigida por el profesor Omar De Felippe.
Debutó en el club ecuatoriano el 9 de agosto, ingresando a los 44 minutos del segundo tiempo por Ángel Mena en la victoria por 1-0 sobre Mushuc Runa por la fecha 5 de la segunda etapa del campeonato ecuatoriano.
A pesar de jugar 13 partidos (es decir, más del 50% del torneo), Rolón solo fue titular en 3, por lo que su paso por el club no fue el deseado y finalizaría su cesión seis meses antes. Aun así, logró el título de la Serie A.
También tuvo la posibilidad de jugar la Copa Sudamericana, en donde participó en 5 encuentros, siendo uno como titular.

### Arsenal
En 2016, Rolón volvería al país para vestir la camiseta de Arsenal.
Jugó apenas 2 partidos, y ambos ingresando desde el banco. El primero frente a Quilmes y el segundo ante Defensa y Justicia.

### Regreso a Vélez y vuelta a Arsenal

#### Temporada 2016-17
Tras el préstamo en Arsenal, Rolón debió volver a Vélez Sarsfield, pero no fue tenido en cuenta y no tuvo minutos.
Debido a esto, en enero de 2017, Rolón se convirtió en jugador de Arsenal por segunda vez. Firmó a préstamo por 18 meses desde el Fortín.
Debutó con el Arse el 27 de marzo en la derrota por 2-1 contra Aldosivi. Jugó de titular, pero sería reemplazado a los 7 minutos del segundo tiempo por Franco Fragapane.
Convirtió su primer gol en el club en su séptimo partido. Ocurrió el 21 de mayo ante Unión de Santa Fe, partido que ganó Arsenal 0-1. También le hizo goles a Belgrano y Tigre.

#### Temporada 2017-18
Arrancó la segunda temporada en el club el 29 de agosto de 2017 siendo derrotados a manos de Estudiantes de La Plata. De los 27 partidos que se jugaron en el campeonato, 15 participó Leonardo (12 de titular). A pesar de esto, el club descendió a la Primera B Nacional y quedó libre.
Volvió a jugar la Copa Sudamericana tras 2 años. En el equipo del Viaducto jugó 3 partidos del torneo continental.

### Deportes Iquique
Consumado el descenso, Rolón buscó nuevos horizontes y los encontró del otro lado de la Cordillera, ya que Deportes Iquique se hizo con sus servicios.
Debutó en la escuadra chilena el 21 de julio de 2018, en lo que sería empate a 2 frente a la Universidad Católica, siendo Leonardo titular del Dragón celeste.
Jugó todos los partidos del campeonato y convirtió un gol frente a Palestino.

### Audax Italiano
Sus buenas actuaciones en Chile hicieron que Audax Italiano, del mismo país, lo incorpore al equipo.
Debutó como titular el 18 de febrero de 2019 en el partido que terminó con una goleada en contra frente a Deportes Antofagasta por 0-3.
Durante su estadía en el Tano jugó 7 partidos, 4 como titular y no convirtió goles. A mitad de año quedaría libre.

### Cafetaleros de Chiapas
Tras su paso por el fútbol chileno, Rolón emprendió viaje hacia el norte, más precisamente México, para jugar en Cafetaleros de Chiapas, equipo de la Liga de Ascenso.
Su debut se originó el 4 de agosto, partido que empataron a 0 Cafetaleros y Cimarrones de Sonora. El argentino jugó de titular.
Jugó 8 partidos en el conjunto azteca, todos de titular. Aun así, el jugador rescindió su contrato en diciembre y quedó libre.

### Quilmes
Luego de varios meses sin club, en septiembre de 2020 Rolón volvió a Argentina y se convirtió en refuerzo de Quilmes, equipo de la Primera Nacional.

## Perfil técnico
Leonardo puede jugar en cualquiera de las tres posiciones del ataque, aunque el extremo es la que más se adecua a sus características. Rolón aporta muchas otras cosas como la presión, la lucha y el gol, ya que ve puerta con facilidad.

## Selección nacional

### Selección Argentina Sub-20

#### Sudamericano Sub-20
El 6 de enero de 2015, Humberto Grondona, director técnico de la Selección Argentina sub-20, entregó una lista con los 32 futbolistas en el cual se encontraba Leonardo Rolón y que sería convocado junto a su hermano Maxi Rolón para que se entrenará a partir del lunes de cara al campeonato sudamericano sub-20 de la categoría que se disputará a partir de enero próximo en Uruguay.
El 10 de enero a muy poco del comienzo del Sudamericano Sub-20 Humberto Grondona dio la lista de 23 convocados que Leonardo Rolón junto a su hermano ingresaron en la lista de 23 jugadores que viajaran a Uruguay.
El 14 de enero la Selección Argentina Sub-20 tendría su debut en el Sudamericano Sub-20 contra la Selección de Ecuador Sub-20 en lo que fue una gran goleada 5-2 a favor de la albiceleste. Los goles los marcaron Correa a los 20 minutos, Martínez a los 32, Monteseirín 9 minutos después y Giovanni Simeone en dos ocasiones El 16 de enero en la segunda fecha del torneo para ratificar su gran nivel en el primer partido la Selección Argentina Sub-20 tendría un duro golpe al perder 0-1 contra la Selección de Paraguay Sub-20 que se coloca por el momento como puntero de grupo.
El 18 de enero tras el duro golpe de la derrota pasada la Selección Argentina Sub-20 derrotó hoy con amplitud a su par de Selección de Perú Sub-20, por 6-2.
El 26 de enero arrancaría el hexagonal final del Sudamericano Sub-20 que tendría en su primera fecha que enfrentar a la Selección de Perú Sub-20 rival que en la primera fase del torneo había goleado, en este, partido también obtendría la victoria pero tan solo 2-0 con goles de Giovanni Simeone y de Ángel Correa, que cuando el partido estaba en su momento más difícil vio al arquero adelantado y saco un remate con la derecha que paso por encima del arquero que se metió en el arco.
El 1 de febrero se juega el superclásico de las Américas con el eterno rival de Argentina, Brasil, transcurridos 86 minutos y cuando el partido pintaba para empate 0-0, Angelito Correa tomó la pelota en el círculo central, mandó un pase bochinesco de cachetada asistió a Maximiliano Rolón que anotó el primer gol. Contreras en el último minuto marcaría de cabeza para redondear la agónica victoria 2-0 a Brasil.
El 4 de febrero de 2015 disputando la cuarta fecha del Hexagonal Final del Sudamericano Sub-20 convierte un gran gol rematando desde afuera del área, aunque, luego se iría expulsado, perdiéndose el último encuentro frente a Uruguay.
El 7 de febrero de 2015 se corona campeón del Sudamericano Sub-20 siendo una pieza fundamental en el equipo.

#### Copa Mundial Sub-20
El 6 de marzo de 2015 el entrenador del seleccionado Sub-20, Humberto Grondona, lo incluyó en la Preselección de cara a la Copa Mundial Sub-20 que se llevará a cabo en Nueva Zelanda. Los entrenamientos y amistosos comenzarían a fines de marzo y seguirían todo abril, hasta que la lista final de jugadores que viajarán al mundial sea anunciada los primeros días de mayo. El 13 de mayo de 2015, Humberto Grondona, confirmó la lista de 21 futbolistas que representarán a la Selección Sub-20 en el Mundial de Nueva Zelanda en la cual se encontraba Leonardo Rolón.
El plantel viajaría el lunes 18 de mayo hacia Tahití, donde disputaría dos amistosos ante la selección local, y el 25 de mayo llegaría a 
Wellington para debutar el 30 de mayo ante Panamá.
El 21 de mayo en el primer amistoso preparatorio jugado antes del Mundial de Nueva Zelanda la Selección Argentina Sub-20 perdió en Tahití por 3-1 ante el representativo mayor de ese país, en un encuentro amistoso jugado en el Estadio Pater Te Hono Nui. El 24 de mayo el seleccionado jugaría el segundo amistoso, y último antes de viajar a Nueva Zelanda para disputar el Mundial, contra Tahití y esta vez la albiceleste se impondría por 4 a 1, con goles de Ángel Correa, Monteseirín, Simeone y Emiliano Buendía, mostrando buen manejo de la pelota y contundencia en ataque.

#### Participaciones con la selección
| Torneo                   | Sede          | Resultado      |
| ------------------------ | ------------- | -------------- |
| Sudamericano Sub-20 2015 | Uruguay       | Campeón        |
| Copa Mundial Sub-20 2015 | Nueva Zelanda | Fase de grupos |

## Estadísticas

### Clubes
- Actualizado hasta el 23 de octubre de 2024.

| Vélez Sarsfield Argentina | 1.ª                 | 2013-14             | 6   | 1  | 1 | 0 | 2  | 0 | 9   | 1  | 0.11 |
| Vélez Sarsfield Argentina | 1.ª                 | 2014                | 16  | 1  | 0 | 0 | -  | - | 16  | 1  | 0.06 |
| Vélez Sarsfield Argentina | 1.ª                 | 2015                | 11  | 0  | 1 | 0 | -  | - | 12  | 0  | 0    |
| Vélez Sarsfield Argentina | Total club          | Total club          | 33  | 2  | 2 | 0 | 2  | 0 | 37  | 2  | 0.05 |
| Emelec · Ecuador | 1.ª                 | 2015                | 13  | 0  | - | - | 5  | 0 | 18  | 0  | 0    |
| Emelec · Ecuador | Total club          | Total club          | 13  | 0  | - | - | 5  | 0 | 18  | 0  | 0    |
| Arsenal Argentina | 1.ª                 | 2016                | 2   | 0  | 0 | 0 | -  | - | 2   | 0  | 0    |
| Arsenal Argentina | 1.ª                 | 2016-17             | 12  | 3  | 1 | 0 | -  | - | 13  | 3  | 0.23 |
| Arsenal Argentina | 1.ª                 | 2017-18             | 15  | 0  | 0 | 0 | 3  | 0 | 18  | 0  | 0    |
| Arsenal Argentina | Total club          | Total club          | 29  | 3  | 1 | 0 | 3  | 0 | 33  | 3  | 0.09 |
| Deportes Iquique · Chile | 1.ª                 | 2018                | 15  | 1  | 0 | 0 | -  | - | 15  | 1  | 0.07 |
| Deportes Iquique · Chile | Total club          | Total club          | 15  | 1  | 0 | 0 | -  | - | 15  | 1  | 0.07 |
| Audax Italiano · Chile | 1.ª                 | 2019                | 7   | 0  | 0 | 0 | -  | - | 7   | 0  | 0    |
| Audax Italiano · Chile | Total club          | Total club          | 7   | 0  | 0 | 0 | -  | - | 7   | 0  | 0    |
| Cafetaleros de Chiapas · México | 2.ª                 | A-2019              | 8   | 0  | 3 | 0 | -  | - | 11  | 0  | 0    |
| Cafetaleros de Chiapas · México | Total club          | Total club          | 8   | 0  | 3 | 0 | -  | - | 11  | 0  | 0    |
| Quilmes Argentina | 2.ª                 | 2020                | 5   | 0  | - | - | -  | - | 5   | 0  | 0    |
| Quilmes Argentina | 2.ª                 | 2021                | 3   | 0  | - | - | -  | - | 3   | 0  | 0    |
| Quilmes Argentina | Total club          | Total club          | 8   | 0  | - | - | -  | - | 8   | 0  | 0    |
| Güemes (SdE) Argentina | 2.ª                 | 2021                | 0   | 0  | - | - | -  | - | 0   | 0  | 0    |
| Güemes (SdE) Argentina | Total club          | Total club          | 0   | 0  | - | - | -  | - | 0   | 0  | 0    |
| Mitre (SdE) Argentina | 2.ª                 | 2022                | 8   | 0  | - | - | -  | - | 8   | 0  | 0    |
| Mitre (SdE) Argentina | Total club          | Total club          | 8   | 0  | - | - | -  | - | 8   | 0  | 0    |
| Kelantan Malasia | 1.ª                 | 2023                | 12  | 4  | 2 | 0 | -  | - | 15  | 4  | 0.27 |
| Kelantan Malasia | Total club          | Total club          | 12  | 4  | 2 | 0 | -  | - | 15  | 4  | 0.27 |
| Trans Narva Estonia | 1.ª                 | 2024                | 29  | 6  | 1 | 0 | -  | - | 30  | 6  | 0.2  |
| Trans Narva Estonia | Total club          | Total club          | 29  | 6  | 1 | 0 | -  | - | 30  | 6  | 0.2  |
| Total en su carrera | Total en su carrera | Total en su carrera | 162 | 16 | 9 | 0 | 10 | 0 | 181 | 16 | 0.09 |
| (1) Las copas nacionales se refiere a la Copa Argentina, a la Copa Chile, a la Copa México y a la Copa de Malasia. (2) Las copas internacionales se refiere a la Copa Libertadores y a la Copa Sudamericana. (3) Media de goles por encuentro. No incluye goles en partidos amistosos. |                     |                     |     |    |   |   |    |   |     |    |      |

### Selección
- Actualizado hasta el 2 de junio de 2015.

| Selección     | Año           | Amistosos | Amistosos | Eliminatorias | Eliminatorias | Mundial | Mundial | Copa América | Copa América | Sudamericano Sub-20 | Sudamericano Sub-20 | Mundial Sub-20 | Mundial Sub-20 | Juegos Olímpicos | Juegos Olímpicos | Total | Total | Media goleadora |
| Selección     | Año           | PJ        | G         | PJ            | G             | PJ      | G       | PJ           | G            | PJ                  | G                   | PJ             | G              | PJ               | G                | PJ    | G     | Media goleadora |
| ------------- | ------------- | --------- | --------- | ------------- | ------------- | ------- | ------- | ------------ | ------------ | ------------------- | ------------------- | -------------- | -------------- | ---------------- | ---------------- | ----- | ----- | --------------- |
| Sub-20        | 2015          | 2         | 0         | -             | -             | -       | -       | -            | -            | 6                   | 1                   | 3              | 0              | -                | -                | 11    | 1     | 0.09            |
| Sub-20        | Total         | 2         | 0         | -             | -             | -       | -       | -            | -            | 6                   | 1                   | 3              | 0              | -                | -                | 11    | 1     | 0.09            |
| Total carrera | Total carrera | 2         | 0         | -             | -             | -       | -       | -            | -            | 6                   | 1                   | 3              | 0              | -                | -                | 11    | 1     | 0.09            |

#### Resumen estadístico
| \| N.º \| Fecha \| Estadio \| Local \| Resultado \| Visitante \| Goles \| Asist. \| \| \| ----- \| ---------- \| ------------------------------------------ \| --------- \| --------- \| --------- \| ----- \| ------ \| ------------------- \| \| 1 \| 14-01-2015 \| Profesor Alberto Suppici, Colonia, Uruguay \| Argentina \| 5-2 \| Ecuador \| \| \| Sudamericano Sub-20 \| \| 2 \| 18-01-2015 \| Profesor Alberto Suppici, Colonia, Uruguay \| Argentina \| 6-2 \| Perú \| \| \| Sudamericano Sub-20 \| \| 3 \| 26-01-2015 \| Centenario, Montevideo, Uruguay \| Argentina \| 2-0 \| Perú \| \| \| Sudamericano Sub-20 \| \| 4 \| 29-01-2015 \| Gran Parque Central, Montevideo, Uruguay \| Argentina \| 1-1 \| Colombia \| \| \| Sudamericano Sub-20 \| \| 5 \| 01-02-2015 \| Gran Parque Central, Montevideo, Uruguay \| Argentina \| 2-0 \| Brasil \| \| \| Sudamericano Sub-20 \| \| 6 \| 04-02-2015 \| Centenario, Montevideo, Uruguay \| Argentina \| 3-0 \| Paraguay \| \| \| Sudamericano Sub-20 \| \| 7 \| 21-05-2015 \| Pater Te Hono Nui, Papeete, Tahití \| Tahití \| 3-1 \| Argentina \| \| \| Amistoso \| \| 8 \| 24-05-2015 \| Pater Te Hono Nui, Papeete, Tahití \| Argentina \| 4-1 \| Tahití \| \| \| Amistoso \| \| 9 \| 30-05-2015 \| Westpac Stadium, Wellington, Nueva Zelanda \| Argentina \| 2-2 \| Panamá \| \| \| Copa Mundial Sub-20 \| \| 10 \| 02-06-2015 \| Westpac Stadium, Wellington, Nueva Zelanda \| Argentina \| 2-3 \| Ghana \| \| \| Copa Mundial Sub-20 \| \| 11 \| 05-06-2015 \| Westpac Stadium, Wellington, Nueva Zelanda \| Austria \| 0-0 \| Argentina \| \| \| Copa Mundial Sub-20 \| \| Total \| \| Presencias \| 11 \| \| Goles \| 1 \| 0 \| \| |            |                                            |           |           |           |       |        |                     |
| N.º | Fecha      | Estadio                                    | Local     | Resultado | Visitante | Goles | Asist. |                     |
| 1 | 14-01-2015 | Profesor Alberto Suppici, Colonia, Uruguay | Argentina | 5-2       | Ecuador   |       |        | Sudamericano Sub-20 |
| 2 | 18-01-2015 | Profesor Alberto Suppici, Colonia, Uruguay | Argentina | 6-2       | Perú      |       |        | Sudamericano Sub-20 |
| 3 | 26-01-2015 | Centenario, Montevideo, Uruguay            | Argentina | 2-0       | Perú      |       |        | Sudamericano Sub-20 |
| 4 | 29-01-2015 | Gran Parque Central, Montevideo, Uruguay   | Argentina | 1-1       | Colombia  |       |        | Sudamericano Sub-20 |
| 5 | 01-02-2015 | Gran Parque Central, Montevideo, Uruguay   | Argentina | 2-0       | Brasil    |       |        | Sudamericano Sub-20 |
| 6 | 04-02-2015 | Centenario, Montevideo, Uruguay            | Argentina | 3-0       | Paraguay  |       |        | Sudamericano Sub-20 |
| 7 | 21-05-2015 | Pater Te Hono Nui, Papeete, Tahití         | Tahití    | 3-1       | Argentina |       |        | Amistoso            |
| 8 | 24-05-2015 | Pater Te Hono Nui, Papeete, Tahití         | Argentina | 4-1       | Tahití    |       |        | Amistoso            |
| 9 | 30-05-2015 | Westpac Stadium, Wellington, Nueva Zelanda | Argentina | 2-2       | Panamá    |       |        | Copa Mundial Sub-20 |
| 10 | 02-06-2015 | Westpac Stadium, Wellington, Nueva Zelanda | Argentina | 2-3       | Ghana     |       |        | Copa Mundial Sub-20 |
| 11 | 05-06-2015 | Westpac Stadium, Wellington, Nueva Zelanda | Austria   | 0-0       | Argentina |       |        | Copa Mundial Sub-20 |
| Total |            | Presencias                                 | 11        |           | Goles     | 1     | 0      |                     |

## Palmarés

### Campeonatos nacionales
| Título                 | Club            | Sede     | Año  |
| ---------------------- | --------------- | -------- | ---- |
| Supercopa Argentina    | Vélez Sarsfield | La Punta | 2013 |
| Campeonato Ecuatoriano | Emelec          | Quito    | 2015 |

### Campeonatos internacionales
| Título                         | Selección        | Sede       | Año  |
| ------------------------------ | ---------------- | ---------- | ---- |
| Campeonato Sudamericano Sub-20 | Argentina sub-20 | Montevideo | 2015 |